# Federico Pereyra
Federico Pereyra (San Juan, 19 de junho de 1988) é um jogador de voleibol indoor profissional argentino que atua na posição de oposto.

## Carreira

### Clube
Ele é filho do ex-árbitro de futebol José Pereyra e da ex-voleibolistas Liliane, e irmão da jogadora de vôlei de praia, Fernanda Pereyra.
Estreou na Liga Argentina de Clubes com 15 anos de idade no Obras Sanitárias San Juan nos períodos de 2004-05 e 2005-06, depois com passagens pelo Boca Juniors em 2006-07. Em sua primeira atuação internacional atuou pelo clube grego do Kifissia VC em 2007-08, já em 2008-09 pelo time espanhol do Ciudad Medio Ambiente Soria, sendo repatriado pelo Drean Bolívar no período 2009-10 e permaneceu no período seguinte.
Em 2011-12 jogou pelo time brasileiro do Montes Claros Vôlei, depois no time italiano do Volley Brolo na temporada 2012-13, transferindo-se em 2013-14 para o clube belga do VC Greenyard Maaseik retornando para este na temporada 2015-16 após atuar no voleibol iraniano pelo Mizan Khorasan VC no período de 2014-15.
No período de 2016-17 retorna ao país e joga novamente pelo Obras Sanitárias (San Juan), transferindo no período de 2017-18 para o Lomas Vóley. Atuou pelo Monteros Vóley Club em 2018-19. Fora do país, na Arábia Saudita, atuou no time do Al-Hilal Saudi VC nas competições de 2019-20. Já em 2020-21 foi contratado para o clube Al Ahly Tripoli da Líbia. Ao término da temporada, teve uma breve passagem pelo Shahdab Yazd, mas voltou ao seu país natal para atuar pelo UPCN Vóley Club, onde levantou a taça do Campeonato Argentino de 2021-22.
Em 2022 o oposto regressa ao continente europeu para atuar no voleibol italiano pela segunda vez em sua carreira após assinar com o Emma Villas Aubay Siena.

### Seleção
Ele fez parte  das categorias Sub-16 de San Juan que se sagrou campeã nacional e depois da equipe Sub-18 que terminou em quarto lugar. Em 2003, ele foi membro da equipe sênior de San Juan e venceu os Jogos Binacionais. Ele fez parte da seleção juvenil argentina que em 2007 ficou em quinto lugar no Campeonato Mundial Juvenil em Marrocos. Em 2011, conquistou a medalha de bronze nos Jogos Pan-americanos em Guadalajara.
Integrou a seleção nacional que disputou os Jogos Olímpicos de Londres 2012, onde terminou em quinto lugar, e os Jogos Olímpicos de Tóquio em 2020, onde conquistou a medalha de bronze ao vencer o Brasil por 3 a 2.

## Premiações individuais
- 2021-22: Melhor oposto Liga A1 Argentina